# Faydit d'Aigrefeuille
Faydit d'Aigrefeuille (La Font, 1320/1330 – Avignone, 2 ottobre 1391) è stato uno pseudocardinale francese, creato dall'antipapa Clemente VII.

## Biografia
Nacque a La Font tra il 1320 ed il 1330.
L'antipapa Clemente VII lo elevò al rango di (pseudo) cardinale nel concistoro del 23 dicembre 1383.
Morì il 2 ottobre 1391 ad Avignone.